# موريتز شروتر
موريتز شروتر (بالألمانية: Moritz Schröter)‏ هو مهندس ورياضياتي ألماني، ولد في 25 فبراير 1851 في كارلسروه في ألمانيا، وتوفي في 12 مارس 1925 في ميونخ في ألمانيا.